# بن 10: أومنيفرس (لعبة فيديو)
تحتوي لعبة بن 10 أومنيفرس على المزيد من المغامرات والإثارة والفضائيين من أي وقت مضى! أيضا ستلعب بشخصية جيدة مع بن الصغير، وشريك بن الجديد رووك لمواجهة الخطط الشريرة من مالوير في مغامرة رائعة التي تجري في فترتين. وتستطيع التحويل نفسك إلى الفضائيين المفضلة لديك كبلوكس وغرافاتاك لمحاربة الأشرار من خلال المستويات المليئة بالإثارة في المدينة السفلية وغيرها من الأماكن.

## معلومات
عندما يتحول الأومنيتريكس، يجد بن بن الصغير، فيتحد الأبطال لكي يحاربوا مالوير، الذي يريد السيطرة على الكون، لكي يصبح مستقبله مستقبلاً مرعبًا وشريرًا، ولتحارب مالوير يجب القتال، بالشابان بن وبن الصغير اللذان يقاتلان بسلاحهما القويّ الأومنيتريكس، أما الشريك الجديد رووك بالبرتوتوول.

## الشخصيات

### الشخصيات قابلة للعب
- بن تينسن (16 سنة و11 سنة)
- رووك بلونكو (لا يلعب على 3دي إس ودي إس)

### الشخصيات الغير القابلة للعب
- ماكس تينسن
- بلوكيتش
- دريبا
- باكمار
- كايبير الصياد (شرير)
- رووك بلونكو (في 3دي إس ودي إس فقط)

## الفضائيّون

### فضائيّو بن 16 سنة
- أرتيغوانا
- بلوكس (لا يوجد على دي إس)
- كانون بولت
- كراشهوبر (3دي إس ودي إس فقط)
- دايموند هيد
- فورآمز
- غرافاتاك
- فيدباك
- هيت بلاست
- إيكس لريت
- أبتشاك (3دي إس ودي إس فقط)
- وايلدمات
- وايلدفين (غير موجودعلى 3دي إس ودي إس )
- أي غوي
- شوكسكواتش

### فضائيّو بن 11 سنة
- أرتيكغوانا
- كانون بولت
- دايموند هيد
- فيدباك
- فورآمرز
- هيت بلاست
- إيكس لريت
- أبشاك (3دي إس ودي إس فقط)
- وايلدمات
- وايلدفين (غير موجود على 3دي إس ودي إس)
- أي غوي

## الأشرار

كلب خيبير
كرابدوزر
سلاموولام
سايفون

### الأعداء
- ميغاوات
- الأخوان فريدلز
- أوكتوغون
- رومبوييد
- روبوتات فيلغاكس (لا يوجد على 3 دي إس ودي إس)
- روبوتات دريسكول
- روبوتات فولكانوس
- ثاندربيغ (يوجد على 3 دي ودي إس إس فقط)
- زومبوزو
- النمل العملاق

### الزعماء
- ملكة النمل 1
- مالوار
- كلب خيبير
- كرابدوز
- سلاموورم (لا يوجد على 3دي إس ودي إس)
- موسيلاتور
- سايفون (لا يوجد على 3دي إس ودي إس)
- ملكة النمل 2 (لا يوجد على 3دي إس ودي إس)
- العنكبوتة العملاقة (لا يوجد على 3دي إس ودي إس)
- الدكتور أنيمو (لا يوجد على 3دي إس ودي إس)

## الصور

### الأغلفة

غلاف وي يو
غلاف إكس بوكس 360

### الشخصيات

#### الأبطال

فورآمرز
شوكسكواتش
فيدباك
غرافاتاك
كانون بولت

#### الأشرار
- كلب خيبير
- كرابدوزر
- سلاموولام
- سايفون

### وصلات داخلية
- بن 10: أومنيفرس
- كرتون نتورك
- ألعاب فيديو

### وصلات خارجية
- بن 10: أومنيفرس على موقع IMDb (الإنجليزية)

- موقع كرتون نتورك بالعربية
- موقع بن 10: أومنيفرس
- الموقع الرسمي الخاص بالولايات المتحدة الأمريكية
- الموقع الرسمي الخاص بالمملكة المتحدة
- الموقع الرسمي الخاص بفرنسا
- الموقع الرسمي الخاص بإسبانيا
- الموقع الرسمي الخاص بإيطاليا
- الموقع الرسمي الخاص بألمانيا
- الموقع الرسمي الخاص بالدول الأخرى